# Lady Blackbird
Lady Blackbird (* 18. Januar 1985 in Farmington, New Mexico; eigentlicher Name Marley Siti Munroe) ist eine US-amerikanische Jazz- und Retro-Soul-Sängerin aus Los Angeles.

## Biografie
Marley Munroe wuchs mit Soul und Gospelmusik auf. In ihrer Kindheit trat sie bei lokalen Veranstaltungen rund um ihre Geburtsstadt Farmington als Sängerin auf. Ein Label für christliche Musik wurde auf sie aufmerksam und schloss einen Vertrag mit ihr, als sie erst 12 Jahre alt war. Sie machte Aufnahmen mit der Band Dc Talk und ging mit dem Frontmann TobyMac auf Tour, zu einer eigenen Veröffentlichung kam es aber nicht.
Später wandte sie sich von der religiösen Musik ab und etablierte sich als Singer-Songwriterin. Sie unterschrieb bei Epic und veröffentlichte 2013 einige Singles. Außerdem schrieb sie auch für andere und war unter anderem als Autorin an Anastacias Album Ressurection beteiligt. Ein eigenes Album wurde aber nicht fertiggestellt und auch dieser Plattenvertrag lief ohne Erfolg aus.
Munroe orientierte sich musikalisch stark in Richtung Jazz, nahm aber auch die schwarze Soulmusik der 1960er Jahre als Thema auf. In Bezug auf den Rassismus-kritischen Song Blackbird von Nina Simone aus dem Jahr 1966 nannte sie sich Lady Blackbird. Das Lied nahm sie 2020 auch für eine Singleveröffentlichung auf; es bildete auch den Auftakt ihres ersten Albums Black Acid Soul. Das erschien Ende 2021 und wurde von der Presse positiv aufgenommen. Besonders erfolgreich war es in Westeuropa, wo es in mehreren Ländern Anfang 2022 in die Charts kam.

## Diskografie
Alben
- Self-Inflicted Voodoo (EP, als Charley Row, 2021)
- Black Acid Soul (2021)
- Slang Spirituals (2024)[2]

Einzeltitel
- Boomerang (als Marley Munroe, 2013)
- Can’t Stand It (Supernova featuring Marley Munroe, 2020)
- Blackbird (2020)
- Beware the Stranger (2020)
- Collage (2020)